# Liste der Bischöfe von Saint-Pons-de-Thomières
Die folgenden Personen waren Äbte und Bischöfe des Bistums Saint-Pons-de-Thomières (Frankreich):

## Äbte von Saint-Pons
1. Otgaire (937–ca. 947)
2. Aimeric I. (ca. 949–ca. 968)
3. Gottfried (969)
4. Arnoul (972)
5. Hugo (ca. 975)
6. Raimond I. (987)
7. Adhemar (ca. 1002)
8. Jurand (ca. 1025–1043)
9. Garnier (1043–1059)
10. Frotard (1060–1099)
11. Pierre I. (1100–1130)
12. Aimeric II. (ca. 1135–ca. 1143)
13. Pierre II. (ca. 1145)
14. Berenger I. (1146–1158)
15. Raimond II. de Dourgne (1158–1181)
16. Ermengaud (1181–1205)
17. Guillaume I. (1205–1208)
18. Berenger II. (1212)
19. Robert de Serran (ca. 1215–1221)
20. Guillaume II. de l’Isle (1221–ca. 1228)
21. Pierre III. (ca. 1230–1243)
22. Pons I. de Pezenas (1243–1252)
23. Guillaume III. de Paulin (1252–1256)
24. Pons II. (1256–1276)
25. Raimond III. de Castres (1276–1310)
26. Pierre IV. Roger (1311–1318) (Haus Rogier de Beaufort)

## Bischöfe von Saint-Pons-de-Thomières
1. Pierre I. Roger (1318–1324)
2. Raimond d’Apremont de Roquecorne (1326–1344)
3. Étienne d’Audebrand oder de Chambert (1345–1349)
4. Gilbert de Mandegaches (1349–1353)
5. Pierre II. de Canillac (1353–1361)
6. Jean de Rochechouart (1361–1381) (Haus Rochechouart)
7. Dominique de Florence (1381–1392)
8. Aimon I. Séchal (1393–1397)
9. Pierre III. Ravot (1397–1409)
10. Geoffroi de Pompadour (1409–1420)
11. Aimon II. de Nicolai (1421–1422)
12. Guillaume Fillastre (1422–1428)
13. Vital de Mauléon (1428–1435)
14. Géraud de La Bricoigne (oder de Charras) (1435–1463)
15. Pierre de Treignac de Comborn (1465–1467) (Haus Comborn)
16. Antoine Balue (1467–1501)
17. François-Guillaume de Castelnau de Clermont-Lodéve (1501–1502)
18. Franz von Luxemburg (1502–1507 und 1507–1509)
19. Philipp von Luxemburg (1509–1511)
20. François-Guillaume de Castelnau de Clermont-Lodéve (1511–1514) (2. Mal)
21. Alessandro Farnese (1514–1534) (Kardinal)
22. Marino Grimani (1534) (Kardinal)
23. François-Guillaume de Castelnau de Clermont-Lodéve (1534–1539) (3. Mal)
24. Jacques de Castelnau de Clermont-Lodève (1539–1586)
25. Pierre-Jacques de Fleyres (1588–1633)
26. Jean-Jacques de Fleyres (1633–1652)
27. Michel Tubeuf (1653–1664)
28. Pierre-Jean-François de Percin de Montgaillard (1664–1713)
29. Jean-Louis de Bertons de Crillon (1713–1727)
30. Jean-Baptiste-Paul-Alexandre de Guenet (1728–1769)
31. Louis-Henri de Bruyére de Chalabre (1769–1791)